# Lambi
Lambi (od roku 2011: Lamba) – wieś na Wyspach Owczych, w gminie Runavíkar, na wyspie Eysturoy. Liczba ludności wynosi obecnie (I 2015 r.) 140 osób. Kod pocztowy miejscowości to FO-627.

## Demografia
Według danych Urzędu Statystycznego (I 2015 r.) jest 45. co do wielkości miejscowością Wysp Owczych.